# إد جنكينز (لاعب اتحاد الرغبي)
إد جنكينز (بالإنجليزية: Ed Jenkins) هو لاعب اتحاد الرغبي أسترالي، ولد في 26 مايو 1986 في أستراليا.

## وصلات خارجية
- إد جنكينز على موقع سلسلة سباعيات الرغبي العالمية - رجال (الإنجليزية)
- إد جنكينز على موقع ItsRugby.co.uk (الإنجليزية)
- إد جنكينز على موقع اللجنة الأولمبية الدولية (الإنجليزية)
- إد جنكينز على موقع أوليمبيديا (الإنجليزية)
- إد جنكينز على موقع اللجنة الأولمبية الأسترالية (الإنجليزية)
- إد جنكينز على موقع اتحاد ألعاب الكومنولث (مؤرشف) (الإنجليزية)